# Triteleia lagunica
Triteleia lagunica är en stekelart som beskrevs av Mikhail Vasilievich Kozlov och Lê 1994. Triteleia lagunica ingår i släktet Triteleia och familjen Scelionidae. Inga underarter finns listade i Catalogue of Life.